# Aeginetia selebica
Aeginetia selebica là loài thực vật có hoa thuộc họ Cỏ chổi. Loài này được Bakh. mô tả khoa học đầu tiên năm 1933.